# 파이널 판타지 IX
《파이널 판타지 IX》(일본어: ファイナルファンタジーIX, Final Fantasy IX)는 스퀘어가 개발, 출시한 롤플레잉 비디오 게임의 하나로, 플레이스테이션 비디오 게임 콘솔용으로 개발되었다. 본래 2000년에 출시된 이 게임은 파이널 판타지 시리즈 중 9번째 타이틀이다. 2010년에는 플레이스테이션 네트워크에서 PSone Classics 타이틀로 재출시되었다. 이 게임은 시리즈에 "Active Time Event", "Mognet", 고유 무기 및 스킬 시스템과 같은 새로운 기능들을 도입하였다.
《파이널 판타지 IX》는 《파이널 판타지 VIII》와 동시에 개발되었으나 초기 파이널 판타지 게임의 전통적인 스타일로 회귀함으로써 다른 접근 방법을 택했다. 즉, 《파이널 판타지 IX》는 상당 부분 오리지널 파이널 판타지 게임의 영향을 받았다. 비평가의 절찬 속에 출시되었고 모든 파이널 판타지 타이틀 가운데 가장 높은 메타크리틱 점수를 받았다. 《파이널 판타지 IX》는 2003년 3월까지 전 세계적으로 5,000,000본 이상을 팔아치우며 상업적으로 성공했다. iOS 및 안드로이드용 이식판은 2016년 2월에 출시되었고, 마이크로소프트 윈도우용 이식판은 2016년 4월에 출시되었다.

## 평가
| 통합 점수   | 통합 점수 |
| 통합사      | 점수      |
| ----------- | --------- |
| 게임랭킹스  | 92.72%    |
| 메타크리틱  | 94/100    |
| 평론 점수   |           |
| 평론사      | 점수      |
| 패미츠      | 38 / 40   |
| 게임 인포머 | 9.75 / 10 |
| 게임프로    | [ 8 ]     |
| 게임스팟    | 8.5 / 10  |
| IGN         | 9.2 / 10  |

| 수상   | 수상 |
| 평론사 | 수상 |
| ------ | --- |
|        | 4th Annual Interactive Achievement Awards: - Console RPG of the Year - Outstanding Achievement in Art Direction - Outstanding Achievement in Animation |
|        | 6th Annual Golden Satellite Awards: - Best Interactive Product/Video Game                                                                              |